# Ulrika Saxon
Anna Ulrika Saxon, född 25 november 1966, är en svensk företagsledare och näringslivsperson. Saxon byggde upp och var i tio år VD för Bonnier Ventures och har verkat som VD och styrelseledamot för en rad olika bolag inom Bonnier AB. Hon ingick även i koncernledningen för Bonnier AB under nio år.  
Saxon har en civilekonomexamen från Handelshögskolan.
Saxon är 2023 styrelseledamot för Adlibris, SF Studios, VO2, Hallvarsson & Halvarsson, Pamica Group och generalsekreterare för KLTK.
Ulrika Saxon är barnbarnsbarn till Johan Lindström Saxon, grundare av förlaget Saxon & Lindström.